# خوان بلانكو
خوان بلانكو هو ملحن كوبي، ولد في 29 يونيو 1919 في Mariel, Cuba ‏ في كوبا، وتوفي في 2008 في هافانا في كوبا.

## روابط خارجية
- خوان بلانكو على موقع IMDb (الإنجليزية)
- خوان بلانكو على موقع ميوزك برينز (الإنجليزية)
- خوان بلانكو على موقع قاعدة بيانات الفيلم (الإنجليزية)